# Moulin à Grošnica
Le moulin à Grošnica (en serbe cyrillique : Воденица у Грошници ; en serbe latin : Vodenica u Grošnici) est un moulin à eau situé à Grošnica, sur le territoire de la ville de Kragujevac et dans le district de Šumadija, en Serbie. Il est inscrit sur la liste des monuments culturels protégés de la république de Serbie (identifiant no SK 439).

## Présentation
Si l'on en juge par ses caractéristiques architecturales, le moulin a été construit à la fin du XVIIIe siècle. Malgré quelques modifications réalisées au fil du temps, il a conservé son apparence d'origine.
Le 12 juillet 1941, le Comité de district du Parti communiste de Yougoslavie pour le district de Kragujevac s'est réuni dans ce moulin pour y décider du soulèvement de cette partie de la région de la Šumadija (Choumadie).